# Oronzo Pugliese
Oronzo Pugliese (* 5. April 1910 in Turi; † 11. März 1990 ebenda) war ein italienischer Fußballspieler und späterer -trainer. Als Aktiver nur unterklassig in Erscheinung getreten, avancierte er später zu einem sehr erfolgreichen Trainer und führte das Team von Foggia Calcio zwischen 1961 und 1965 von der dritten in die erste Liga. Danach trainierte er auch drei Jahre den AS Rom.

## Spielerkarriere
Oronzo Pugliese, geboren am 5. April 1910 im süditalienischen Städtchen Turi, begann seine Karriere als aktiver Fußballspieler bei den beiden regionalen Klubs Gioia del Colle und Casamassima, wo er jeweils seine ersten Sporen als Akteur im Erwachsenenfußball machte. Ab 1933 kickte Pugliese ein Jahr für Molfetta Sportiva, danach ebenso lang jeweils für Frosinone Calcio, Montevarchi Calcio, Potenza SC sowie SIME Popoli.
Ab 1939 stand Oronzo Pugliese für die US Siracusa auf dem Rasen und blieb bis 1945 bei dem Verein, der damals jedoch nicht über den regionalen sizilianischen Fußball hinaus kam. Nach sechs Jahren in Syrakus wechselte der Mittelfeldspieler 1945 erneut den Arbeitgeber. In der Folge spielte er zwei Jahre für den FC Messina, ehe er seine fußballerische Laufbahn 1947 im Alter von 37 Jahren beendete. Schon als Aktiver in Messina war Pugliese zugleich Trainer. Bereits 1941 bis 1942 war er bei der US Siracusa als Co-Trainer aktiv gewesen. Nach dem Ende seiner Laufbahn als aktiver Fußballspieler widmete er sich dann gänzlich dem Trainertum.

## Trainerkarriere
Noch während seiner aktiven Laufbahn als Fußballer engagierte sich Oronzo Pugliese gleichzeitig auch als Trainer. So betreute er von 1945 bis 1947 den FC Messina, nachdem er 1941 bis 1942 bereits Co-Trainer bei der US Siracusa war. Mit Messina verbrachte Pugliese zwei Jahre in der drittklassigen Serie C, ehe er ab 1947 zwei Jahre lang Igea Virtus coachte, um 1949 an seine alte Wirkungsstätte zum FC Messina zurückzukehren. Erneut zwei Jahre bis 1951 leitete Oronzo Pugliese nun in seiner zweiten Amtszeit die Geschicke des größten Fußballvereins in der sizilianischen Stadt und stieg 1950 als Erster der Girone D der Serie C nach gewonnenen Playoff-Spielen gegen AS Cosenza in die Serie B auf. Dort gelang in der Folgesaison mit Platz fünfzehn der Klassenerhalt. Dennoch blieb Pugliese nicht in Messina und coachte danach für ein Jahr den AC Benevento, ehe er von 1952 bis 1955 drei Jahre als Verantwortlicher an der Seitenlinie für die US Nissena agierte. Weitere drei Jahre verbrachte der Trainer danach beim AS Reggina, den er in seiner ersten Spielzeit zur Rückkehr in die Serie C führte und daraufhin dort zu etablieren vermochte. Danach folgte für den Süditaliener ein einjähriges Gastspiel beim AC Siena, das er nach einer Unterbrechung von einem weiteren Jahr und gleichzeitiger Tätigkeit für die US Siracusa von 1960 bis 1961 in zweiter Amtszeit fortsetzte.
Im Sommer 1961 wurde Oronzo Pugliese Nachfolger von Leonardo Costagliola beim Drittligisten Foggia Calcio. Mit diesem Verein erlebte Pugliese seine größten Erfolge als Trainer und führte den Klub gleich in seiner ersten Saison mit Platz eine in der Girone C der Serie C mit einem Vorsprung von drei Zählern vor der US Lecce in die zweite italienische Liga. Dort konnte man sich mit Platz fünf direkt im oberen Tabellendrittel etablieren und dies auch in der Folgesaison mit Rang drei unterstreichen. Mit einem Punkt vor dem AC Padova führte Oronzo Pugliese Foggia Calcio zum ersten Mal in der Vereinsgeschichte in die Serie A, und das nur zwei Jahre, nachdem der Klub erst den Aufstieg aus der dritten in die zweite Liga geschafft hatte. Und in der Serie A angekommen, spielte Foggia Calcio eine ausgezeichnete Saison 1964/65. Mit dem Erreichen von Platz neun in der Liga gelang ein klarer Mittelfeldrang. Bereits im Vorjahr war Oronzo Pugliese als Vater des Erfolges in Foggia mit dem Titel des italienischen Trainers der Saison 1963/64 ausgezeichnet worden.
Nach diesen Erfolgen bei Foggia Calcio verließ Oronzo Pugliese seinen Arbeitgeber nach Ende der Saison 1964/65 und unterschrieb einen Kontrakt beim Hauptstadtklub AS Rom, wo er die folgenden drei Jahre verbrachte. Allerdings war Puglieses Engagement in Rom weniger von Erfolg gekrönt als das in Foggia, es gelangen in allen drei Spielzeiten nur Mittelfeldplatzierungen. Nach Ende der Saison 1967/68 hatten die Verantwortlichen am Tiber dann genug und ersetzten Pugliese durch den ehemaligen Meistertrainer von Inter Mailand, Helenio Herrera.
Pugliese selbst nahm ein Jahr Abstand vom Fußballgeschäft, ehe er im Sommer 1969 nach einem ganz kurzen zwischenzeitlichen Intermezzo beim FC Bologna das Traineramt des Erstligaaufsteigers AS Bari übernahm. Unter Pugliese spielten die Süditaliener allerdings eine schlechte Saison und fanden sich die komplette Saison über im Abstiegskampf wieder, am Ende der Spielzeit folgte der Gang direkt zurück in die Zweitklassigkeit. Trainer Pugliese war bereits nach 23 Spieltagen durch Carlo Matteucci abgelöst worden. Jahresanfang 1971 sprang Oronzo Pugliese für den entlassenen Meistertrainer Bruno Pesaola beim AC Florenz ein und führte die Mannschaft in der Serie A 1970/71 auf Rang dreizehn und damit aufgrund des besseren Tordifferenz gegenüber Puglieses altem Klub Foggia zum Klassenerhalt. Eine Weiterbeschäftigung geschah nicht. 1973 war er erneut für Pesaola kurzzeitig Trainer in Bologna. Danach hatte Oronzo Pugliese allerdings nur noch Tätigkeiten in den unteren Etagen des italienischen Fußballs. Sowohl beim US Lucchese Libertas, bei der US Avellino, bei der US Termoli als auch beim FC Crotone dauerten diese Trainerämter allerdings nur ein Jahr und waren nicht von einschlagendem Erfolg geprägt. Nach dem Ende seiner Arbeit in Crotone 1978 übernahm Pugliese keinen weiteren Verein.

## Erfolge
- Aufstieg in die Serie A: 1×

1963/64 mit Foggia Calcio
- Aufstieg in die Serie B: 2×

1949/50 mit dem FC Messina
1961/62 mit Foggia Calcio
- Italienischer Trainer des Jahres: 1×

1963/64 als Coach von Foggia Calcio